# Il caso House
Il caso House (Three Stories nella versione originale) è il ventunesimo episodio della prima stagione della serie televisiva statunitense Dr. House - Medical Division, trasmesso in prima assoluta sul canale televisivo statunitense Fox il 17 maggio 2005 nella versione originale, e successivamente, doppiato in italiano, il 21 settembre 2005 sul canale televisivo italiano Italia 1.
Lo sceneggiatore della serie David Shore, nonché ideatore della stessa, è stato premiato nel 2005 con un Emmy Awards per la miglior sceneggiatura di una serie drammatica grazie alla realizzazione di questo episodio. Inoltre nel 2006 l'episodio ha vinto un Humanitas Prize nella categoria 60 minuti per "la sua commovente indagine sul dolore e sulla confusione che si genera quando qualcuno che amiamo ci delude". La rivista statunitense TV Guide lo ha classificato al 66º posto tra i 100 episodi televisivi migliori di sempre.
In esso viene trattato, per la prima volta in modo chiaro, il passato del protagonista Gregory House, attraverso una serie di flashback nati dai ricordi del personaggio mentre questo descrive ad una classe di studenti tre complicati casi medici, tra cui il suo.

## Trama
House in cambio di due ore in meno di lavoro in ambulatorio, accetta di fare una conferenza per un gruppo di studenti di medicina, dopo le lunghe insistenze della Cuddy. Incamminandosi verso l'aula viene fermato da una donna di nome Stacy, che fa parte del passato di House. Lei gli chiede aiuto per il marito, presentandogli la cartella clinica, ma House ritiene sia una diagnosi semplice e non vuole accettare il caso, anzi le risponde che non è sicuro di volere che suo marito viva.
Quindi, House fa la lezione agli studenti, utilizzando i laureandi per rappresentare 3 pazienti immaginari, tutti accusanti dolori ad una gamba, di cui uno in coma. Gli studenti fanno delle diverse ipotesi di diagnosi, coordinati da House che insegna loro a non fidarsi mai dei pazienti e a non preoccuparsi troppo di loro. Due pazienti sono a volte interpretati da Carmen Electra. I veri pazienti sono un contadino, una pallavolista di nome Susan e un uomo con un dolore alla gamba, giudicato dai medici un drogato in cerca di dose.
Sfruttando una pausa caffè, House parla di Stacy a Wilson, ma la loro discussione è interrotta dagli studenti che trascinano House nell'aula e gli illustrano le loro nuove ipotesi e House si diverte a stimolarli aggiungendo continuamente nuovi dettagli e cambiando le circostanze. Alla lezione di House assistono anche Cameron, Foreman e Chase che quando sentono che il dolore alla gamba di uno dei pazienti era causato da un aneurisma coagulato che ha portato ad un infarto, intuiscono che uno dei tre pazienti è in realtà un vero paziente: House stesso.
Flashback nella stanza d'ospedale: Cuddy tenta di convincere un uomo che l'amputazione della gamba è un intervento necessario. L'uomo è House che rifiuta di dare il consenso, anche quando Stacy lo esorta ad autorizzare l'intervento. Intanto nell'aula House spiega che l'amputazione protegge i medici: se tagliano più tessuto possibile, le possibilità che qualcosa vada storto sono minori.
Ritornati nel flashback, House ribadisce di non voler essere operato e vuole che tentino un bypass per ripristinare la circolazione. L'intervento va a buon fine, ma poco dopo lui stesso nota che il livello del potassio sta aumentando, successivamente va in arresto cardiaco. La Cuddy si precipita nella stanza per elettrostimolare House e farlo tornare in vita.
Ritornati nell'aula House spiega che il paziente fu tecnicamente morto per oltre un minuto e che la fatidica "luce bianca" sia semplicemente una reazione chimica che ha luogo mentre il cervello non funziona. Durante l'arresto cardiaco House ha un'esperienza extracorporea dove vede gli altri due pazienti guariti.
Ancora nel flashback, Stacy è accanto ad House mentre lui lotta con il dolore e dopo aver tentato ancora di convincere House a fare l'operazione dice alla Cuddy che ha chiesto di essere messo in coma farmacologico per poter riposare finché dura il dolore. Inoltre, Stacy ha un piano: poiché lei ha la delega legale e lui è incosciente, allora tocca a lei prendere le decisioni. Cuddy è d'accordo con la delega, ma non è sicura che sia la cosa giusta da fare.
Cuddy mette House in coma e spiega a Stacy che possono aprire ed estrarre il tessuto muscolare morto ma c'è il rischio di un nuovo riflusso, più contenuto, ma questa acconsente ugualmente.
Nell'aula, House spiega agli studenti che a causa della grossa porzione di muscolo rimossa, l'uso della gamba del paziente fu seriamente compromesso. Poiché hanno aspettato così a lungo ad eseguire l'asportazione, il paziente continua a soffrire di un dolore cronico. Gli studenti iniziano a discutere del diritto legale di Stacy e della sua decisione ma la fine della lezione era già giunta da venti minuti quindi House se ne va zoppicando.
Tornato al suo ufficio, House chiama Stacy e lascia un messaggio. Visiterà suo marito la mattina dopo.
Le diagnosi finali dei pazienti sono: fascite necrotizzante da streptococco (contadino), osteosarcoma (Susan, la pallavolista) e infarto alla gamba (House). Il professore assente è affetto da un principio di saturnismo dovuto ai colori al piombo utilizzati dai figli dello stesso per dipingere una tazza.